# Agatha Vonmentlen
Maria Agatha Vonmentlen, auch Maria Agatha von Mentlen (* 1585; † 24. April 1665 im Kloster Paradies, Gemeinde Schlatt TG; heimatberechtigt in Altdorf), war eine Schweizer Äbtissin im Kloster Paradies.

## Leben

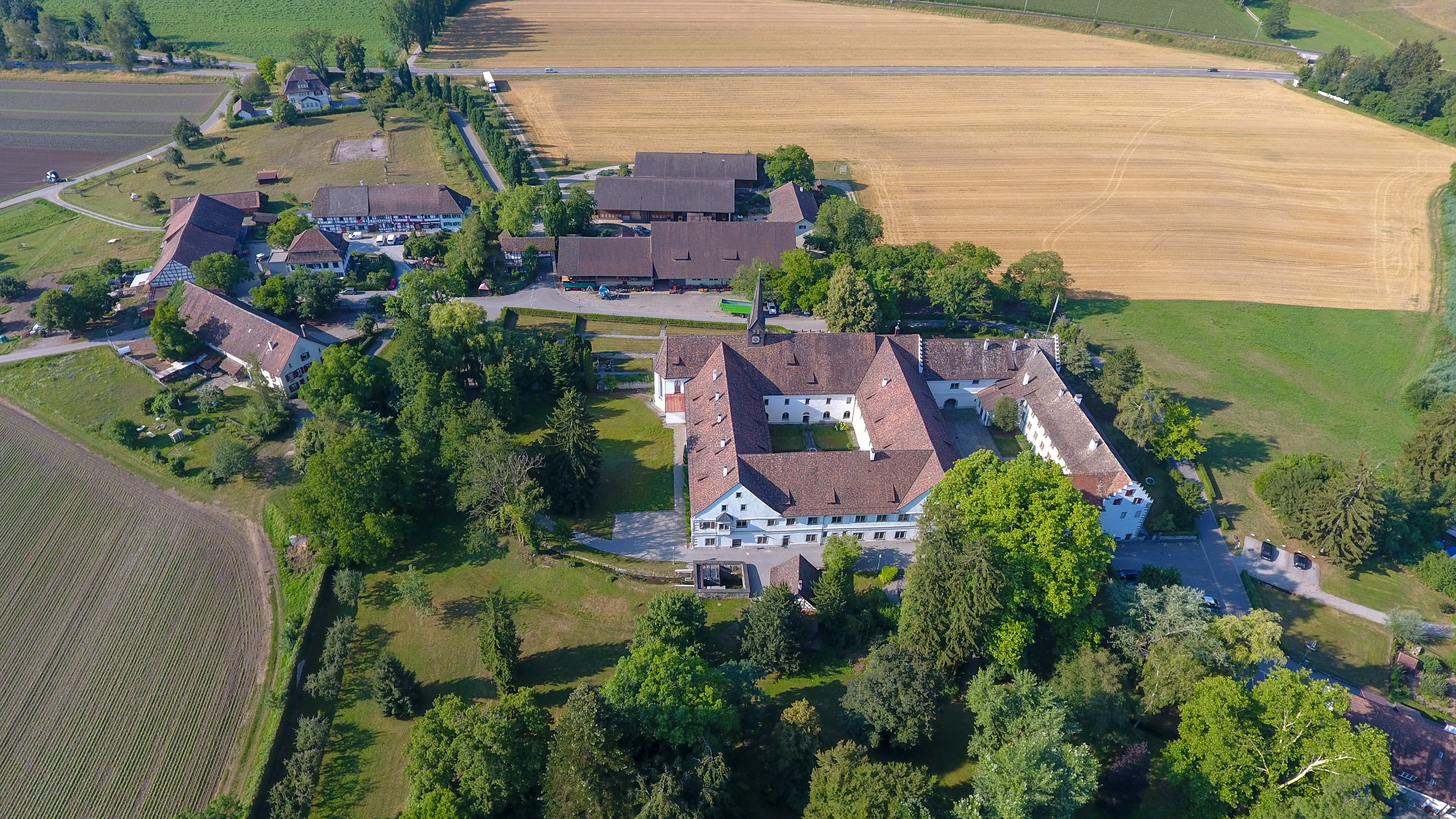
Das Kloster Paradies (fotografiert 2018)

Sie war die Tochter des Philipp Ludwig Vonmentlen, Landvogt von Baden und Landrat. 1603 trat sie ins Klarissenkloster Paradies ein, legte 1606 das Ordensgelübde ab und war von 1634 bis 1643 Äbtissin des Klosters. Vonmentlen gilt als gute Verwalterin in Zeiten von Krieg, Pest und Teuerung. Sie erlebte 1604 den Bezug des Konventneubaus. Weil schwedische Truppen 1633 in Stein am Rhein einfielen und die Stadt Konstanz belagerten, wurde die Hälfte der Schwestern heimgeschickt. Als Äbtissin bot Vonmentlen zwei Klarissen und der Äbtissin des Mutterklosters Villingen (Baden, D) Asyl. 1640 erwirkte sie von Kaiser Ferdinand III. ein Privileg, das dem Kloster Paradies Besitz und Rechte bestätigte.